# Pere Vilà Barceló
Pere Vilà Barceló   (Girona, 1975) és un director de cinema i guionista gironí del gènere documental i de ficció. El 2012 va obtenir el premi de la Federació Internacional de la Premsa Cinematogràfica (FIPRESCI) a la Setmana Internacional de Cinema de Valladolid per la seva segona pel·lícula La lapidation de Saint Étienne.
Pere Vilà Barceló va estudiar escriptura de guió amb Joaquim Jordà i Català al Centre Calassanç de Formació Professional (avui dia Escola Superior de Cinema i Audiovisuals de Catalunya, ESCAC) i amb Jordà va escriure la minisèrie Andorra, entre el torb i la Gestapo. Es va iniciar professionalment com a realitzador de curtmetratges, entre els quals Els peixos del riu Leteo (2005), «un tractament impecable de la malaltia de l’Alzheimer» que va guanyar del premi al millor guió i realització de la Fundació Elsa Peretti. El seu primer llargmetratge, Pas a nivell (2007) va ser seleccionat, per —entre d'altres— el Festival de Cinema de Gijón i el Festival Internacional de Cinema de Rotterdam.
El seu segon llargmetratge, La lapidation de Saint Étienne, amb coproducció francesa i protagonitzat per Lou Castel i Luis Rego, és un film d'una gran cruesa que va ser qualificat per la crítica de la revista Fotogramas com a «cinema en estat pur». Va ser seleccionat per al Festival Internacional de Cinema de Karlovy Vary, per al Festival de Cinema de Londres i per la Setmana Internacional de Cinema de Valladolid, on va obtenir el premi FIPRESCI que atorga la Federació Internacional de la Premsa Cinematogràfica. També va ser premiat en el festival Regiofun, de Polònia, on el jurat va destacar-ne «el valor humanista» i «la interpretació extraordinària [de Lou Castel]», entre altres mèrits.
A La fossa, Pere Vilà tracta de la memòria històrica de la Guerra Civil espanyola, amb Lluís Homar i Emma Vilarasau com a equip artístic protagonista, i que es va presentar al Festival de Cinema Europeu de Sevilla.
S'ha dit de Pere Vilà que li agrada «furgar en les misèries quotidianes dels seus personatges». Ho feia a La lapidation de Sant Étienne i ho va fer de nou a L'artèria invisible, un thriller polític protagonitzat per Àlex Brendemühl, Nora Navas, Àlex Monner, Joana Vilapuig i Francesc Garrido. La pel·lícula, que el director defineix com a cinema humà, es va presentar a diversos festivals competitius i al festival Different 9 ! L'autre cinéma espagnol de Paris, una mostra de cinema d'autor a la cerca distribució a França.
L'any 2017 Pere Vilà va participar en un projecte educatiu de cinematografia per a estudiants de Batxillerat artístic de l'Institut Jaume Sobrequés de Girona, amb la col·laboració de Joan Cumeras, professor de cultura audiovisual d'aquell institut. Fruit d'aquell projecte va ser el film El vent és això, que va comptar amb els actors professionals Àlex Brendemühl, Anna Alarcón, Laia Manzanares i Katrin Vankova, i amb alumnes de l'Institut. La pel·lícula, que aborda el tema dels trastorns alimentaris en l'adolescència, va ser seleccionada en secció competitiva al Festival de Cinema Black Nights de Tallinn.
El film Quan un riu esdevé el mar (2025), amb Claud Hernández, Àlex Brendemühl, Laia Marull i Bruna Cusí, tracta sobre la violència de gènere. Aquest projecte d'activisme cinematogràfic ha participat a la secció oficial del Festival Internacional de Cinema de Karlovy Vary, on Àlex Brendemühl va obtenir el premi al millor actor.

## Trajectòria[19]
Llargmetratges
- 2007: Pas a nivell
- 2012: La lapidation de Saint Étienne
- 2014: La fossa
- 2015: L'artèria invisible
- 2018: El vent és això.
- 2025: Quan un riu esdevé el Mar

Curtmetratges i documentals
- 2003: La première de Caro Diario.
- 2005: Els peixos del riu Leteo. Premi al millor guió i realització Elsa Peretti Foundation.
- 2005: Sabi.
- 2005: L'alquimista.
- 2006: Des del balcó.
- 2006: Ressaca.
- 2006: Saber nedar. Codirigit amb Isaki Lacuesta
- 2007: El passeig.
- 2008: Origen.
- 2008: Generacions.
- 2008: Sense presses.
- 2008: Soldats anònims. Codirigit amb Isaki Lacuesta
- 2009: Il sogno.
- 2016: Carta filmada a Joaquim Jordà

Publicacions
- 2010: Qui té por Editorial La Galera. Premi de narrativa infantil Hospital Sant Joan de Déu 2010.[20]
- 2015: La llum a través del vitrall. Novel·la editada per Curbet Edicions.

Teatre
- 2018: Estimat Picasso. Adaptació de l'obra de Josep Palau i Fabre. Presentat al TNC en la Setmana de la Poesia de Barcelona[21] i al cicle Poesia i + de Caldes d'Estrac.[22]

## Premis i nominacions[calcitació]
- 2005: Premi al millor guió i realització Fundació Elsa Peretti, per Els peixos del riu Leteo.[23]
- 2012: Nominat a la millor direcció al Festival Internacional de Cinema de Karlovy Vary per La lapidation de Saint Étienne.
- 2012: Premi FIPRESCI a la Setmana Internacional de Cinema de Valladolid per La lapidation de Saint Étienne.
- 2012: Premi a la millor pel·lícula al Festival de Cinema Regiofun de Polònia per La lapidation de Saint Étienne.
- 2015: Nominat al Grand Prix des Amériques Festival des Films du Monde de Montréal per L'artèria invisible.
- 2015: Nominat a l'espiga d'or de la Setmana Internacional de Cinema de Valladolid per L'artèria invisible.
- 2025: Nominat al Crystal Globe del Festival Internacional de Karlovy Vary per Quan un riu esdevé el Mar.